# Manfred Frick
Manfred Frick (* 1. Februar 1961 in Balzers) ist ein ehemaliger liechtensteinischer Fussballspieler.

## Karriere

### Verein
In seiner Jugend spielte Frick für den FC Balzers, bei dem er dann in den Herrenbereich befördert wurde. Später schloss er sich dem Schweizer Drittligisten FC Altstätten an. 
Nach seiner Rückkehr zum FC Balzers folgte ein Wechsel zum FC Triesenberg, für den er bis zu seinem Karriereende aktiv war.

### Nationalmannschaft
Frick gab sein Länderspieldebüt für die liechtensteinische Fussballnationalmannschaft am 9. März 1982 beim 0:1 gegen die Schweiz im Rahmen eines Freundschaftsspiels. Bis 1991 war er insgesamt vier Mal für sein Heimatland im Einsatz.

## Auszeichnungen
- 2× Liechtensteiner Fussballer des Jahres: 1981/82, 1989/90